# Андре, Саломон Август
Са́ломон А́вгуст Андре́ (швед. Salomon August Andrée; 18 октября 1854 — октябрь 1897) — шведский инженер, естествоиспытатель, аэронавт, исследователь Арктики, автор и организатор знаменитой экспедиции на воздушном шаре к Северному полюсу, в которой погиб вместе с двумя молодыми напарниками.

## Биография

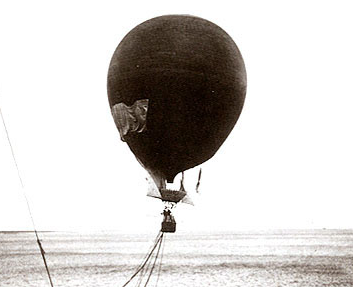
Отправление Андре в экспедицию на воздушном шаре «Орёл» с Датского острова, 1897 г.

Родился 18 октября 1854 года в городе Гренна в многодетной семье аптекаря Клауса Георга Андре. В семействе Андре было пять сыновей и две дочери. В возрасте 20 лет окончил Королевский технический институт в Стокгольме, после чего несколько лет работал чертёжником в механической  мастерской. В 1876 году был смотрителем шведского павильона на Всемирной выставке в Филадельфии, что позволило ему внимательно ознакомиться с её экспонатами. В 1882 году в качестве ассистента изучал атмосферное электричество на шведской метеорологической станции на Шпицбергене, по возвращении с которой работал руководителем технического отдела патентного бюро Бреветти в Стокгольме. В 1890 году, в возрасте 36 лет, избран был в городской совет шведской столицы, где предложил сократить рабочий день с 12 до 10 часов для  мужчин и до 8 часов — для женщин.
В 1892 году, при поддержке видных учёных страны, Н. А. Норденшёльда, Г. Гильдебранда-Гильдебрандсона, Г. Ретциуса и О. Монтелиуса, Андре получил от Шведской академии наук и Фонда памяти Ларса Херта субсидию, и в течение следующих двух лет на собственном воздушном шаре «Свеа» совершил девять перелётов над Швецией и Балтийским морем. В одном из них, несмотря на штормовую погоду, его шар поднялся на 4387 м, побив рекорд высоты. Полёты позволили прийти к выводу о необходимости управления шаром, для чего Андре придумал использовать паруса и гайдропы (guide-rope), изобретённые полувеком ранее британским воздухоплавателем Чарльзом Грином. Гайдропы — тормозные канаты, вес которых держит шар на определённой высоте, а трение их о землю, лёд или воду притормаживает полёт. Благодаря маневрированию гайдропами и парусами, Андре удалось добиться управляемости шара в пределах до 27 градусов в обе стороны от направления ветра и автоматически удерживать его на высоте 150—200 метров. 
16 марта 1894 года на заседании Шведского антропологического и географического общества познакомился с известным путешественником Нильсом Норденшельдом, поддержавшим его идеи. 13 февраля 1895 года Андре заявил о своём проекте на заседании Шведской королевской академии наук, а через день — в Обществе антропологии и географии. Большинство учёных отнеслись к нему критически. Для организации экспедиции была объявлена подписка. Воздушную экспедицию к Северному полюсу рекламировали в газетах; Андре выступал с докладами. В поиске необходимой суммы в 130 тысяч крон ему стал помогать бывший руководитель шпицбергенской экспедиции доктор Ниле Экхолм. И, наконец, 10 мая 1895 года в Бюро патентов, где работал Андре, явился Альфред Нобель, который пожертвовал 20 тысяч крон; спустя несколько дней, узнав, что его пример не поколебал соотечественников, он увеличил сумму до 65 тысяч. Затем от короля Швеции Оскара поступило 30 тысяч крон. Вскоре столько же внёс известный промышленник-меценат барон Оскар Диксон. 
Аэростат объёмом 5000 м³, имевший трёхслойную оболочку из лакированного шёлка, был изготовлен по заказу Андре известным французским фабрикантом и воздухоплавателем Анри Лашамбром. Он поднимал экипаж из трёх человек со снаряжением и мог продержаться в воздухе не менее 30 суток. 

### Арктическая экспедиция
Подготовка к арктической экспедиции Андре началась в июне 1896 года, когда грузовое судно «Вирго» доставило на Шпицберген её членов, однако первая попытка вылететь окончилась неудачей, главным образом, из-за неблагоприятных погодных условий, после чего от участия в экспедиции отказался Экхолм, посчитавший, что построенный шар не отвечает необходимым требованиям для полёта, и его место занял 25-летний инженер Кнут Френкель. Разрезавший шар Андре вернулся в Бюро патентов, начав подготовку к новому полёту. На обратном пути в Швецию он встретил возвращавшегося из дрейфа на «Фраме» Фритьофа Нансена, выразившего сомнения в возможности достижения Северного полюса на аэростате, что, однако, не поколебало его в намерениях. 
В 1896 году в мастерских Лашамбра в Париже для Андре построен был новый воздушный шар с лакированной оболочкой из китайского шёлка объёмом около 4800 кубических метров. В июне 1897 года канонерка шведского флота «Свенскунд» доставила новый аэростат в бухту Ис на острове Датском, где для него был выстроен ангар. Наконец, 11 июля 1897 года Андре с двумя спутниками (физик и фотограф Нильс Стриндберг, двоюродный брат Августа Стриндберга, и Кнут Френкель) вылетел с Датского острова на воздушном шаре «Орёл» собственной конструкции, наполненном водородом, намереваясь достигнуть Северного полюса.
По расчётам Андре, расстояние от Шпицбергена до полюса, равное примерно 1200 км, аэростат должен был покрыть за двое суток, затем примерно за четверо суток предполагалось долететь до берегов Сибири или Северной Америки. Но в реальности за указанное время воздушный шар продвинулся к северу всего на 250 км, неудержимо сдвигаясь на юго-восток, как об этом свидетельствует записка, 13 июля отправленная его экипажем с почтовым голубем и позже найденная шкипером норвежского судна «Алкен». В общей сложности, «Орёл» находился в полёте немногим более 60 часов, пока арктические ветра носили его между 70 и 80 градусами северной широты и 10 и 30 градусами восточной долготы. Всё это время он постепенно терял высоту, и уже 14 июля 1897 года, на третий день после вылета, путешественники были вынуждены приземлиться на паковый лёд примерно в 300 км к северу от острова Белый. 
Будучи неплохо подготовленными к санному путешествию, Андре и его товарищи отправились на юго-восток, в сторону Земли Франца-Иосифа, где на мысе Флора приготовлен был промежуточный лагерь со складом продовольствия. Однако, пройдя пешком и на санях, в общей сложности, около 160 км по ледяной пустыне, преодолевая многочисленные полыньи и ледяные трещины с помощью складной брезентовой лодки, к 4 августа они лишь на 48 км приблизились к цели своего путешествия, поскольку дрейфующие льды неудержимо сносили их на запад. Вынужденные оставить в пути значительную часть припасов, Андре и его спутники сумели пополнить свой рацион удачной охотой, подстрелив, в общей сложности, не менее 30 белых медведей. Только 5 октября они сумели добраться до юго-западной оконечности острова Белый, и устроили лагерь на свободном ото льда участке Андреенисет. В течение следующих нескольких дней, вследствие неустановленных до сих пор причин, путешественники один за другим скончались на острове; последняя запись в дневнике Андре датирована 7 октября; запись в карманном календаре Стриндберга — 17 октября 1897 года.
Судьба экспедиции оставалась загадкой вплоть до 6 августа 1930 года, когда экипаж норвежской промысловой шхуны «Братвааг» случайно обнаружил фотографические плёнки, дневник и бортовые журналы Андре, а также палатку с останками его самого и его спутников, которые, судя по всему, умерли в течение нескольких недель пребывания на острове. Останки погибших полярников сначала отправлены были на борту «Братваага» в Норвегию, а 5 октября 1930 года, на борту той самой канонерской лодки «Свенскунд», которая 33 годами ранее привезла аэростат «Орёл» на Шпицберген, торжественно доставлены в Стокгольм.
Дальнейшие исследования позволили выдвинуть предположения о причинах гибели экспедиции Андре, в частности, трихинеллёз, нападение белых медведей или отравление угарным газом от керосинового примуса, который путешественники использовали для обогрева своей изготовленной из оболочки шара газонепроницаемой палатки, плотно закрытой во время разразившейся 6—7 октября 1897 года на острове, судя по записи в дневнике Андре, пурги. 
В честь Саломона Андре северная часть острова Западный Шпицберген носит название Земля Андре.